# Tiédin
Tiédin est un village situé dans le département de Guiba de la province du Zoundwéogo dans la région Centre-Sud au Burkina Faso.

## Santé et éducation
Le centre de soins le plus proche de Tiédin est le centre de santé et de promotion sociale (CSPS) de Bilbalogo tandis que le centre médical (CMA) le plus proche se trouve à Manga.